# Городская усадьба Ардалионова
Городская усадьба Ардалионова — памятник архитектуры XVIII—XIX веков, расположенный в Даниловском районе Москвы на пересечении Дубининской улицы и Жукова проезда. 

## История
В начале XIX века владельцем усадьбы был Фёдор Анастасович Ардалионов. В то время усадьба представляла собой комплекс зданий с достаточно большим земельным участком, на котором располагался сад и пруды (образовавшиеся из старицы реки Москвы).
Главный дом (Дубининская улица, № 51) построен в конце XVIII — начале XIX века. Другое строение усадьбы (№ 53) построено в первой трети XIX века; представляет собой жилой двухэтажный дом в стиле классицизма с антресолью и сводчатым цокольным этажом.
До Октябрьской революции усадьба значилась по адресу: Серпуховская часть, 409. В начале XX века в усадьбе размещался торговый дом «Герасимова Г. Т. с сыновьями». В середине 1920-х годов здание усадьбы арендовала Рязано-Уральская железная дорога.

## Статус
В настоящее время здания № 51, 53 и ограда усадьбы являются объектами культурного наследия федерального значения.